# Коркинское городское поселение
Коркинское городско́е поселе́ние — бывшее муниципальное образование в Коркинском районе Челябинской области Российской Федерации. Упразднено в 2022
Административный центр — город Коркино.

## История
Статус и границы городского поселения установлены Законом Челябинской области от 9 июля 2004 года № 242-ЗО «О статусе и границах Коркинского муниципального района и городских поселений в его составе»

## Население
| 1989    | 2002    | 2009    | 2010    | 2011    | 2012    | 2013    | 2014    | 2015    |
| ------- | ------- | ------- | ------- | ------- | ------- | ------- | ------- | ------- |
| 73 307  | ↘68 361 | ↘38 952 | ↗39 549 | ↘39 450 | ↘38 950 | ↘38 225 | ↘37 122 | ↘36 426 |
| 2016    | 2017    | 2018    | 2019    | 2020    | 2021    |         |         |         |
| ↘36 098 | ↘35 874 | ↘35 570 | ↘35 044 | ↘34 899 | ↗38 167 |         |         |         |

## Состав городского поселения
| № | Населённый пункт     | Тип населённого пункта          | Население |
| - | -------------------- | ------------------------------- | --------- |
| 1 | Дубровка             | деревня                         | ↗142      |
| 2 | Дубровка-Челябинская | посёлок железнодорожной станции | ↗810      |
| 3 | Коркино              | город, административный центр   | ↘36 591   |

## СМИ
Выходит газета «Коркино и коркинцы».